# Macaca nigrescens
Macaque de Temminck
Espèce
Statut de conservation UICN

 VU A2cd+3cd+4cd; B1ab(ii,iv) : Vulnérable
Statut CITES
Le macaque de Temminck est un singe, un primate de la famille des Cercopithecidae.
On le trouve exclusivement sur l'île de Sulawesi en Indonésie.